# 어휘상
문법에서 어휘상(語彙相, lexical aspect) 또는 동작류(動作類, aktionsarten)는 상의 하나로, 어휘 자체가 내포하고 있는 상적 의미이다. 어휘상은 문법상과 함께 상을 이루며, 시제와 어울려 문장의 의미를 구성한다.
하나의 동사는 단 하나의 어휘상으로 분류되는 것이 아니라, 결합하는 논항에 따라 둘 이상의 어휘상을 갖는다. 이때 동사구 전체가 갖는 어휘상의 의미를 그 동사의 상황유형(狀況類型, situation type)이라고 한다. 이 관점에 따르면 하나의 동사는 여러 개의 상황유형을 가질 수 있다.

## 분류 기준
미국의 언어학자 제노 벤들러(Zeno Vendler)는 동사가 나타내는 사건이나 상태의 양상에 따라 동사를 분류하는 세 개의 기준을 제안하였다. 우선 동사가 기술하는 사태에 자연스러운 끝점(final point)이 존재하는지의 여부(telic / atelic)로 동사를 구분하여, 자연스러운 끝점이 존재하는 상황을 기술하는 동사는 종결성(終決性, telos)을 갖는다고 하였다. 다음으로 사태에 시폭(time span)이 존재하는지의 여부(durative / non-durative)로 동사를 구분하여, 시폭이 존재하는 상황을 기술하는 동사는 기간성(期間性, duration)을 갖는다고 하였다. 마지막으로 사태가 정적인지 아닌지, 즉 사태의 내부가 분석이 불가능한지 가능한지의 여부(static / dynamic)로 동사를 구분하여, 지속적인 상황을 기술하는 동사는 역동성(力動性, dynamism)을 갖는다고 하였다. 이에 따른 분류는 아래와 같다.
|                      | 역동성(dynamism) | 기간성(duration) | 종결성(telos) |
| -------------------- | ---------------- | ---------------- | ------------- |
| 상태(state)          | -                | +                | -             |
| 행위(activity)       | +                | +                | -             |
| 완수(accomplishment) | +                | +                | +             |
| 달성(achievement)    | +                | -                | +             |

1976년 영국의 언어학자 버나드 콤리(Bernard Comrie)가 다섯 번째 어휘상 부류인 순간(semelfactive)을 추가하였다. 이 유형에 속하는 동사는 자연스러운 끝점이 존재하지 않고, 시폭이 드러나지 않는 사태를 기술한다.

## 어휘상 부류
[-역동성]을 [+상태성]으로 대체하고, 순간(semelfactive) 범주를 추가한 어휘상 부류는 아래와 같다.
|                      | 상태성(state) | 기간성(durativity) | 종결성(telicity) |
| -------------------- | ------------- | ------------------ | ---------------- |
| 상태(state)          | +             | +                  | -                |
| 행위(activity)       | -             | +                  | -                |
| 완수(accomplishment) | -             | +                  | +                |
| 달성(achievement)    | -             | -                  | +                |
| 순간(semelfactive)   | -             | -                  | -                |

| 부류                      | 동사                                                 |
| ------------------------- | ---------------------------------------------------- |
| 상태 동사(state)          | 똑똑하다, 아름답다, 사랑하다, 알다, 믿다             |
| 행위 동사(activity)       | 뛰다, 걷다, 수레를 밀다                              |
| 완수 동사(accomplishment) | (집 한 채를) 짓다, (빵을) 만들다, 원을 그리다        |
| 달성 동사(achievement)    | 태어나다, (역에) 도착하다, (물건을) 발견하다, 깨닫다 |
| 순간 동사(semelfactive)   | 기침하다, (침을) 뱉다                                |

의미론자이자 통사론자인 미국의 언어학자 데이비드 다우티(David Dowty)는 어떤 동사가 어떤 어휘상에 속하는지를 판별하는 기준을 제안하였다. 아래 표에서 ‘d.n.a.’는 “이 유형의 동사에는 적용되지 않는다.”라는 의미이다.
| 기준                                                              | 상태   | 행위   | 완수   | 달성 |
| ----------------------------------------------------------------- | ------ | ------ | ------ | ---- |
| 1. 진행형을 나타낼 수 있는지                                      | no     | yes    | ?      | yes  |
| 2. 단순 현재시제에서 습관을 나타낼 수 있는지                      | no     | yes    | yes    | yes  |
| 3. φ for an hour, spend an hour φ-ing                             | OK     | OK     | bad    | bad  |
| 4. φ in an hour, take an hour to φ                                | bad    | bad    | OK     | OK   |
| 5. φ for an hour가 φ at all time in the hour를 함의하는지         | yes    | yes    | d.n.a. | no   |
| 6. x is φ-ing가 x has φ-ed를 함의하는지                           | d.n.a. | yes    | d.n.a. | no   |
| 7. stop의 보어가 될 수 있는지                                     | OK     | OK     | bad    | OK   |
| 8. finish의 보어가 될 수 있는지                                   | bad    | bad    | bad    | OK   |
| 9. almost의 애매성                                                | no     | no     | no     | yes  |
| 10. x φ-ed in an hour가 x is φ-ing during that hour를 함의하는지  | d.n.a. | d.n.a. | no     | yes  |
| 11. studiously, attentively, carefully 등과 함께 사용할 수 있는지 | bad    | OK     | bad    | OK   |

## 같이 보기
- 서술어

## 참고 문헌
- Bernard Comrie (1976). 《Aspect: An introduction to the study of verbal aspect and related problems》. Cambridge: Cambridge University Press. ISBN 0521211093.
- Kate Kearns (2011). 《Semantics》 제2판. Hampshire: Palgrave Macmillan. ISBN 9780230232303.
- 강범모 (2018). 《의미론: 국어, 세계, 마음》. 서울: 한국문화사. ISBN 9788968176012.
- 구본관 외 (2015). 《한국어 문법 총론 I –개관, 음운, 형태, 통사-》. 경기: 집문당. ISBN 9788930316736.
- 이영헌(역자); Kate Kearns(원저자) (2003). 《의미론의 신경향》. 서울: 한국문화사. ISBN 9788977357693.